# Castillo de Sidolo
El castillo de Sidolo se encontraba sobre el Monte Sidolo o  (Mons Sidolus)  en latín,  en la fracción de Sidolo,  comuna de Bardi en la región de Emilia-Romaña,  Italia.
La fortaleza estaba emplazada a la derecha del río Toncina a poca distancia de la actual Iglesia de Sidolo.
A principios del siglo XII Armanno Platoni Rossi,  Conde de Bardi y Señor de Monte Sidolo comandaba un ejército y poseía el  castillo.  Gobernaba el territorio  junto a su hija Solestella Platoni Dama Principalísima de  Plasencia. Mantuvo a su cargo la administración en Bardi bajo el sistema de feudalismo sobre  el régimen de vasallaje y hombre libre al servicio del gobierno de Plasencia.
El gobierno de Plasencia había manifestado su profundo interés en crear  un sistema de control en diversas áreas consideradas estratégicas  que estaban ubicadas a lo largo del  cruce de los Apeninos, incluido Sidolo.  Es así que Plasencia forzó la adquisición del Castillo de Sidolo para robustecer el sistema defensivo de la ciudad.
Armanno  Platoni  era integrante de un conjunto de  poderosas familias descendientes de lombardos  y aristócratas de Bardi, ellos conformaban una camarilla (conciliábulo)  llamada  Condes de Bardi que  gobernaron este territorio  hasta el siglo XII incluido también el cercano  Castillo de Bardi  que posteriormente, en el año 1257  fue adquirido por la familia Landi.
Entre  el 26 de agosto y el 12 de octubre de 1180 los Condes de Bardi, entre los que estaban Armanno y  Bonifacio  de la familia y Casa de Platoni,   participaron en una serie de cuatro Investiduras y realizaron -en un acto de donación a los cónsules de Plasencia- la entrega del Monte Sidolo en lo  alto del Valle del Ceno.
Las cláusulas del Magnánimo Registro de la comuna de Placencia  describen estas investiduras y nombramientos de carácter solemne, que corresponden a  antiguos ritos medievales  en donde los Condes de Bardi reciben estos privilegios a cambio de entregar protección militar a Plasencia.
Las cláusulas de los documentos establecen que los Condes de Bardi debían realizar la construcción una torre junto al castillo en un periodo máximo de 4 años.  En compensación por sus actos no solo son investidos con distinción, sino  que los nobles  de Sidolo,  reciben el beneficio de la exención del pago de cualquier tipo de impuestos.
Por su parte, los Condes de Bardi  debieron jurar lealtad a Plasencia  junto con  la obligación de entregar su apoyo militar y  defender el castillo ante cualquier  ataque externo, además garantizan mantener al interno  de la fortaleza la presencia permanente de un miembro de la familia.